# 宝莲酒
宝莲酒是四川资阳市出产的一系列白酒。资阳当地酿酒历史悠久，源於1660年建立“浸水阁烧坊”，所酿之酒因伍市而名为“伍市干酒”，亦称“伍市烧酒”。1710年改称“魏家醩坊”。1951年，魏家醩坊被当局改成国营酒厂，伍市干酒也更名为宝莲酒；1965年当局将全县各类酒厂合并为一个厂，更名为“ 四川省资阳县酒厂”，以传统工艺生产宝莲酒。宝莲酒以当地小糯红高粱为主料，经五次蒸煮、八次凉摊、四次多轮多层发酵、低温入窖再发酵等传统工艺酿成的大曲浓香型白酒。